# Шасењ
Шасењ (фр. Chassaignes) насеље је и општина у југозападној Француској у региону Аквитанија, у департману Дордоња која припада префектури Периже.
По подацима из 2011. године у општини је живело 78 становника, а густина насељености је износила 13,47 становника/km². Општина се простире на површини од 5,79 km². Налази се на средњој надморској висини од 110 метара (максималној 116 m, а минималној 58 m).

## Демографија
| 1962. | 1968. | 1975. | 1982. | 1990. | 1999. | 2011. |
| ----- | ----- | ----- | ----- | ----- | ----- | ----- |
| 86    | 123   | 94    | 81    | 71    | 90    | 78    |

График промене броја становника у току последњих година